# Stazione di Las Rozas
La stazione di Las Rozas è una stazione ferroviaria di Las Rozas de Madrid, sulla linea Madrid Atocha Cercanías - Pinar de las Rozas.
Forma parte delle linee C7 e C10 delle Cercanías di Madrid.
Si trova tra calle de San Sebastián e l'autostrada A-6, nel comune di Las Rozas de Madrid, nella Comunità di Madrid.

## Storia
La stazione è stata inaugurata il 9 agosto 1861 con l'inaugurazione del tratto Madrid-El Escorial della linea Madrid - Hendaye.